# 파서군
파서군(巴西郡)은 후한말 익주에서 신설된 중국의 옛 행정 구역이다. 현 쓰촨성 북동부 지역을 관할했다.

## 후한, 촉한
초주가 쓴 《파기》에는 201년(건안 6년)에 유장이 점강현 이서에 있던 파군의 8개 현 중 낭중현을 군치소로 삼고 파서군을 신설했다고 기록되어있다. 218년(후한 헌제 건안 23년) 파서군 선한, 한창, 탕거 3현이 탕거군이 분리신설되었으나, 222년(촉한 소열제 장무 2년) 폐지되었다.
| 현명     | 한자     | 대략적 위치                                   | 상세                                                          |
| -------- | -------- | --------------------------------------------- | ------------------------------------------------------------- |
| 낭중현   | 閬中縣   | 난충시 랑중시 랑중고성                        |                                                               |
| 안한현   | 安漢縣   | 난충시 북                                     |                                                               |
| 점강현   | 墊江縣   | 충칭시 허촨구                                 | 촉한대 파군으로 옮겨졌다.                                     |
| 탕거현   | 宕渠縣   | 다저우시 취현 북동 토계진(土溪鎭) 일대        | 218년부터 222년까지 4년동안 일시적으로 탕거군으로 분리되었다. |
| 선한현   | 宣漢縣   | 다저우 시                                     | 218년부터 222년까지 4년동안 일시적으로 탕거군으로 분리되었다. |
| 한창현   | 漢昌縣   | 바중시 바저우구                               | 218년부터 222년까지 4년동안 일시적으로 탕거군으로 분리되었다. |
| 남충국현 | 南充國縣 | 난충 시 난부 현                               |                                                               |
| 서충국현 | 西充國縣 | 난충 시 낭중 시 천궁향(天宮鄕) 보주촌(寶珠村) |                                                               |

## 서진
263년(촉한 후주 염흥 원년) 위나라의 침공으로 촉한이 멸망하면서 위의 땅으로 편입되었다. 267년(서진 무제 태시 3년) 양주가 분리됨에 따라 양주로 편입되었다. 9현 12,000호를 거느렸다. 304년(서진 혜제 영흥 원년) 건국된 성한이 점령하면서 성한의 땅이 되었다.
| 현명     | 한자     | 대략적 위치                       | 비고                          |
| -------- | -------- | --------------------------------- | ----------------------------- |
| 낭중현   | 閬中縣   | 변화없음                          |                               |
| 서충국현 | 西充國縣 | 변화없음                          |                               |
| 창계현   | 蒼溪縣   | 광위안 시 창시 현                 | 285년(태강 6년)에 신설되었다. |
| 기협현   | 岐愜縣   | 광위안 시 창시 현 기평진( 歧坪镇) | 태강연간에 신설되었다.        |
| 남충국현 | 南充國縣 | 변화없음                          |                               |
| 한창현   | 漢昌縣   | 변화없음                          |                               |
| 탕거현   | 宕渠縣   | 변화없음                          |                               |
| 안한현   | 安漢縣   | 변화없음                          |                               |
| 평주현   | 平州縣   | 바중 시 핑창 현                   |                               |

## 남조
347년(동진 목제 영화 3년), 환온이 성한을 정복하면서 다시 진나라의 땅이 되었다.

### 유송
439년(원가 16년) 익주로 소속을 바꿨다. 9현 4,954호 33,346명을 거느렸다.
| 현명     | 한자     | 대략적 위치                      | 종류       | 비고 |
| -------- | -------- | -------------------------------- | ---------- | ---- |
| 낭중현   | 閬中縣   | 변화없음                         | 현령(縣令) |      |
| 서충국현 | 西充國縣 | 변화없음                         | 현령(縣令) |      |
| 남충국현 | 南充國縣 | 변화없음                         | 현령(縣令) |      |
| 안한현   | 安漢縣   | 변화없음                         | 현령(縣令) |      |
| 한창현   | 漢昌縣   | 변화없음                         | 현령(縣令) |      |
| 진흥현   | 晉興縣   | 몐양 시 안저우 구 영안향(永安乡) | 현령(縣令) |      |
| 평주현   | 平州縣   | 변화없음                         | 현령(縣令) |      |
| 회귀현   | 懷歸縣   |                                  | 현령(縣令) |      |
| 익창현   | 益昌縣   | 몐양 시 안저우 구 화해진(花荄镇) | 현령(縣令) |      |

### 남제[4]
| 현명     | 한자     | 대략적 위치                        | 비고                                                              |
| -------- | -------- | ---------------------------------- | ----------------------------------------------------------------- |
| 낭중현   | 閬中縣   | 변화없음                           |                                                                   |
| 안한현   | 安漢縣   | 변화없음                           |                                                                   |
| 서충국현 | 西充國縣 | 변화없음                           |                                                                   |
| 남충국현 | 南充國縣 | 변화없음                           |                                                                   |
| 한창현   | 漢昌縣   | 변화없음                           |                                                                   |
| 평주현   | 平州縣   | 변화없음                           |                                                                   |
| 익창현   | 益昌縣   | 몐양 시 안저우 구 화해진(花荄镇)   |                                                                   |
| 진흥현   | 晉興縣   | 몐양 시 안저우 구 영안향(永安乡)   |                                                                   |
| 동관현   | 東關縣   | 다저우 시 완위안 시 고군향(固军乡) | 선한현의 북동부에서 신설된 현으로 진창군에서 본군으로 이관되었다. |